# بخش مارتینی
بخش مارتینی یکی از بخشهای کانتون وله  در کشور سوئیس است.